# Майо (річка, Мексика)
Майо — річка в мексиканському штаті Сонора.
Гребля Адольфо Руїса Кортінеса, названа на честь президента Мексики Адольфо Руїса Кортінеса, забезпечує вироблення електроенергії та зрошування сільськогосподарських угідь у долині Майо. Гребля розташована за 30 км на схід від міста Навохоа, в муніципалітеті Аламос.